# Joaquín Ruiz-Giménez
Joaquín Ruiz-Giménez (ur. 2 sierpnia 1913 w Madrycie, zm. 27 sierpnia 2009 tamże) – hiszpański prawnik, polityk i dyplomata, ideolog antyfrankistowskiego ruchu chrześcijańsko-demokratycznego
W czasie wojny domowej w Hiszpanii był kilkakrotnie aresztowany i więziony w Madrycie przez władze republikańskie. Po ucieczce do Francji ochotniczo wstąpił w szeregi armii frankistowskiej. Po ukończeniu studiów prawniczych wykładał na uniwersytetach w Sewilli i Madrycie, piastował funkcję dziekana katedry stosunków Kościół-państwo na Uniwersytecie w Madrycie.
W latach 1948–1951 był ambasadorem Hiszpanii w Watykanie, a w latach 1951–1956 sprawował funkcję ministra edukacji. W tym okresie wszedł w spór z gen. Franco przywracając do pracy profesorów i nauczycieli podejrzanych o poglądy opozycyjne. W 1963 r., założył jedyny wówczas legalnie wydawany periodyk opozycyjny „Cuadernos para el dialogo” w którym publikowali zarówno działacze chrześcijańscy, jak i lewicowi.
Był przyjacielem Jana XXIII. Uczestniczył w pracach Soboru Watykańskiego II jako ekspert w sprawach społecznych, prawnych i politycznych.
W latach 1982–1987 sprawował funkcję Obrońcy Ludu, wprowadzoną przez demokratyczną konstytucję uchwaloną z inicjatywy rządu Felipe Gonzáleza.